# Karen Holmsen
Karen Antoinette Holmsen (1832 –1912) var en norsk sangerinde.
Hun studerede i Stockholm og København, debuterede i 1863, og regnes som en af Norges første store internationale sangerinder.